# Privett (Gosport)
Privett – dzielnica miasta Gosport, w Anglii, w Hampshire, w dystrykcie Gosport. W 2011 osada liczyła 4270 mieszkańców.